# Francisco de Saavedra
Francisco de Saavedra i Sangronis (Sevilla, 4 d'octubre de 1746 -25 de novembre de 1819), polític espanyol, ministre de Carles IV i Ferran VII.
Teòleg en els seus primers anys, va estudiar i va rebre el grau de Doctor a la Universitat de Granada, fent oposicions brillantíssimes a la Lectoral de Cadis, i ingressant en la Real Academia Sevillana de Buenas Letras el 1767, quan comptava tan sols vint-i-un anys. Tanmateix, a l'any següent decideix canviar les lletres per les armes ingressant com a cadet en el Regiment Immemorial del Rei i iniciant una brillant carrera militar.
Va participar en la presa de Pensacola (1781), va ajudar a captar fons per al setge de Yorktown i va ser intendent de Caracas el 1783. Manuel Godoy, posteriorment, li va encomanar la Secretaria d'Hisenda (1797) i un any després el nomena Secretari d'Estat, càrrec que va ocupar des del 30 de març fins al 22 d'octubre de 1798).
Va ser amic proper de Jovellanos i, com aquest, va ser retratat per Francisco de Goya en un quadre en el qual apareix assegut a la seva taula de treball amb documents i escrivint, el que podria denotar la seva capacitat de treball.
Fou nomenat de nou Secretari d'Estat, aquesta vegada per Ferran VII el 30 d'octubre de 1809. En el període de la Guerra de la Independència va presidir la Junta Suprema de Sevilla i va formar part del Consell de Regència el 1810.